# أربوساوات
الأربوساوات (الاسم العلمي: Erebinae) هي أسرة من الحشرات تتبع الفصيلة الأربوسية من رتبة حرشفيات الأجنحة.

## قبائل الأربوساوات
- الأربوساوية